# Dopplerlog
Een dopplerlog is een log dat de vaart meet op basis van het dopplereffect. Dit type log meet zowel de vaart over de voorsteven (water track) als de vaart over de grond (bottom track) als de waterdiepte niet te groot is. Afhankelijk van de opstelling kan ook de dwarsscheepse vaart gemeten worden.
Een sonar-zender-ontvanger die onder een hoek in het vlak van een schip is geplaatst, zendt een ultrasoon signaal uit. Dit wordt na weerkaatst te zijn door een waterlaag of de zeebodem ontvangen. Door het snelheidsverschil tussen het schip en de zeebodem of waterlaag treedt een zowel bij weerkaatsing als bij ontvangst een dopplerverschuiving op.
{\displaystyle v_{s}={\frac {f_{r}-f_{tr}}{f_{r}+f_{tr}}}c\cos {\theta }}
waarbij fr de frequentie is van het verzonden signaal, ftr die van het uitgezonden signaal, c de geluidssnelheid in water en θ de hoek die het signaal maakt met het vlak.
Als het schip een trim heeft of stampt dan komt de hoek θ niet meer overeen met de in de formule gebruikte hoek. Om dit te ondervangen, wordt gebruikgemaakt van de naar de Romeinse god genoemde Janusopstelling. Hierbij is een tweede zender-ontvanger naar achteren gericht, zodat de fout door trim of stampen wordt verminderd.